# Fedor Bamberg (general)
Fedor Bamberg, avstrijski general, * 20. december 1850, † 2. marec 1920.

## Pregled vojaške kariere
Napredovanja
- naslovni generalmajor: 26. februar 1912